# Bernauer Straße
Die Bernauer Straße in den Berliner Ortsteilen Gesundbrunnen und Mitte ist eine Hauptverkehrsstraße auf dem nördlichen Innenstadtring und Ort der Gedenkstätte Berliner Mauer. Auf gut 1,4 Kilometern Länge führt sie vom Nordbahnhof in Berlin-Mitte zum Mauerpark in Prenzlauer Berg. Aufgrund ihrer bewegten Vergangenheit direkt an der Berliner Mauer gilt die Bernauer Straße als ein „Brennpunkt der deutsch-deutschen Nachkriegsgeschichte“. Benannt wurde sie 1862 nach der Stadt Bernau.

## Lage

### Straßenverlauf
Die Bernauer Straße beginnt rund 1,5 Kilometer nördlich des Bahnhofs Friedrichstraße an der Kreuzung mit der Gartenstraße und verläuft zunächst nordostwärts durch den Ortsteil Gesundbrunnen. Unmittelbar südlich entlang der Straße verläuft über ihre gesamte Länge die Grenze zum Ortsteil Mitte. Nach knapp sechshundert Metern schwenkt die Straße in einem Knick auf ostnordöstliche Richtung und endet am Südeingang des Mauerparks an der Schwedter Straße, wo sie auf fünfzig Metern Länge im Ortsteil Prenzlauer Berg liegt.
In ihrem Verlauf steigt die Bernauer Straße in nordöstlicher Richtung um gut zwölf Höhenmeter an. Sie überwindet dabei die geologische Grenze des Warschau-Berliner Urstromtals zur Hochfläche des Barnim.
Die Hausnummern verlaufen in Hufeisenform, beginnend an der Ackerstraße bis zur Nr. 50 an der Schwedter Straße und von dort zurück zum Haus Nr. 119 an der Gartenstraße. Die Bernauer Straße gehört zu den historischen Stadtteilen Oranienburger Vorstadt und Rosenthaler Vorstadt.

### Ehemalige Sektorengrenze an der Südseite der Straße
Zu Beginn des Mauerbaus 1961 standen an der Bernauer Straße zahlreiche Häuser aus der Gründerzeit in Blockrandbebauung. Die damalige Grenze zwischen Ost- und West-Berlin verlief an der Südseite der Straße direkt entlang der Häuserfront. Die dortigen Häuser standen auf dem Boden der DDR, der Gehweg vor der Haustür gehörte bereits zu West-Berlin.
Heute liegen die südlich an die Straße grenzenden Grundstücke im Ortsteil Berlin-Mitte. Die nördlich an die Straße grenzenden Grundstücke sowie die Fahrbahn und beide Gehwege liegen im Ortsteil Gesundbrunnen beziehungsweise Prenzlauer Berg.

## Verkehr

### Straßenbahn
Durch die Bernauer Straße fährt seit 1908 auf voller Länge eine Straßenbahn, es war die erste kommunale Straßenbahnlinie der Stadt. Als Berlin nach dem Zweiten Weltkrieg 1945 eine Viersektorenstadt wurde, kreuzte die Trasse an der Schwedter Straße die Grenze zwischen sowjetischem und französischem Sektor, und das Straßenbahnpersonal von BVG-West und BVG-Ost musste an dieser Stelle gewechselt werden. Nach dem Bau der Berliner Mauer 1961 wurde der Straßenbahnverkehr auf der Bernauer Straße 1964 eingestellt und die Oberleitungen und Schienen größtenteils entfernt. Erst 2006, sechzehn Jahre nach der Wiedervereinigung Berlins, wurde der Straßenbahnverkehr wieder aufgenommen. Seitdem verkehrt hier die Linie M10.
Historisch wurde die Bernauer Straße von mehreren Straßenbahnlinien gekreuzt. Bereits ab 1888 fuhr durch die Ackerstraße die Gelbe Linie der Neuen Berliner Pferdebahn. Ab 1899 rollte auf gleicher Strecke die elektrische Linie 3 auf dem Großen Ring der Großen Berliner Straßenbahn. Ab 1900 kreuzte die Bernauer Straße auch eine Tram auf der Brunnen- sowie auf der Swinemünder Straße.

### U-Bahnhof Bernauer Straße
Unmittelbar südlich der Kreuzung mit der Brunnenstraße eröffnete 1930 der U-Bahnhof Bernauer Straße (bis 1966: Linie D, heute Linie U8). Der Tunnel kreuzt die Bernauer Straße in einfacher Tieflage direkt unterhalb der Straßendecke. Der U-Bahnhof, erbaut im Stil der Neuen Sachlichkeit, steht heute unter Denkmalschutz. Durch den Mauerbau war er von 1961 bis 1990 ein reiner Durchfahrtsbahnhof, ein sogenannter „Geisterbahnhof“. Der nördliche Eingang an der Bernauer Straße war zugemauert, der südliche Eingang versperrt und gesichert. Über diesen Eingang erreichten die Wachposten der DDR-Grenztruppen den Bahnhof – für den Fahrgastverkehr war er gesperrt.

### Fahrbahn und Fahrradwege
2006 wurden im Rahmen des Baus des nördlichen Innenstadtrings das Kopfsteinpflaster gegen eine Asphaltdecke ausgetauscht, die Fahrbahn von 11,2 auf 12 Meter verbreitert und vierspurig ausgebaut sowie auf gesamter Länge neue Fahrradwege angelegt. Die Straßenbahngleise wurden auf zwei Mischspuren in der Straßenmitte verlegt. Für den Ausbau waren 2004 insgesamt 160 Straßenbäume gefällt worden, als Ersatz wurden zu beiden Seiten mehr als einhundert Platanen (Platanus acerifolia) angepflanzt.
Entlang der Bernauer Straße verläuft der Berliner Mauerweg. An der Schwedter Straße kreuzt der Radfernweg Berlin–Usedom.

## Geschichte
Eine Bernauer Straße mit Bernauer Thor gab es in Berlin bereits im 18. Jahrhundert, allerdings an anderem Ort: von etwa 1720–1809 war der Name Bernauer Straße für die heutige Otto-Braun-Straße / Greifswalder Straße gebräuchlich.

### Um 1800: Wüste Gegend im Berliner Norden
Das Gebiet um die heutige Bernauer Straße war bis ins 17. Jahrhundert bewaldet, dann abgeholzt und bis in die 1850er Jahre sandiges Brach- und Ackerland. Südlich befand sich das sogenannte Vogtland vor dem Rosenthaler Tor, eine für ihre Armut bekannte Arbeiterkolonie.

„Vom unheimlichen Vogtland, der damaligen Höhle des Pauperismus, zogen sich einsame, endlos scheinende Sandflächen bis nach Tegel hin […]. Da lag der Gesundbrunnen und eine Saharawüste, die man den Wedding nennt.“

Westlich befand sich Mitte des 18. Jahrhunderts die Scharfrichterey (heutiger Ort: Nordbahnhof) und nördlich davon später ein Galgenberg mit Galgen- und Gerichtsstätte (heutiger Gartenplatz). Eine der wenigen Straßen in der Gegend war die bereits im 18. Jahrhundert gepflasterte heutige Brunnenstraße, die vom Rosenthaler Tor zum Friedrichs-Gesundbrunnen führte. Weiter nordöstlich wurde 1825 ein Exerzierplatz der preußischen Armee angelegt, der heutige Friedrich-Ludwig-Jahn-Sportpark.
1827 gründete die Sophiengemeinde nördlich der oberen Bergstraße ihren Friedhof II, und erweiterte ihn 1852 nordwestlich bis an die heutige Bernauer Straße. Ein weiterer Friedhof wurde 1844 von der Gemeinde der Elisabethkirche nördlich der Ackerstraße angelegt und bis Ende der 1860er Jahre bis zur Bernauer Straße erweitert. Beide Friedhöfe existieren noch heute. Wenige Meter westlich von ihnen hinter der Bergstraße eröffnete 1842 der Stettiner Bahnhof.

### 1862: Anlage der Straße und folgende Bebauung

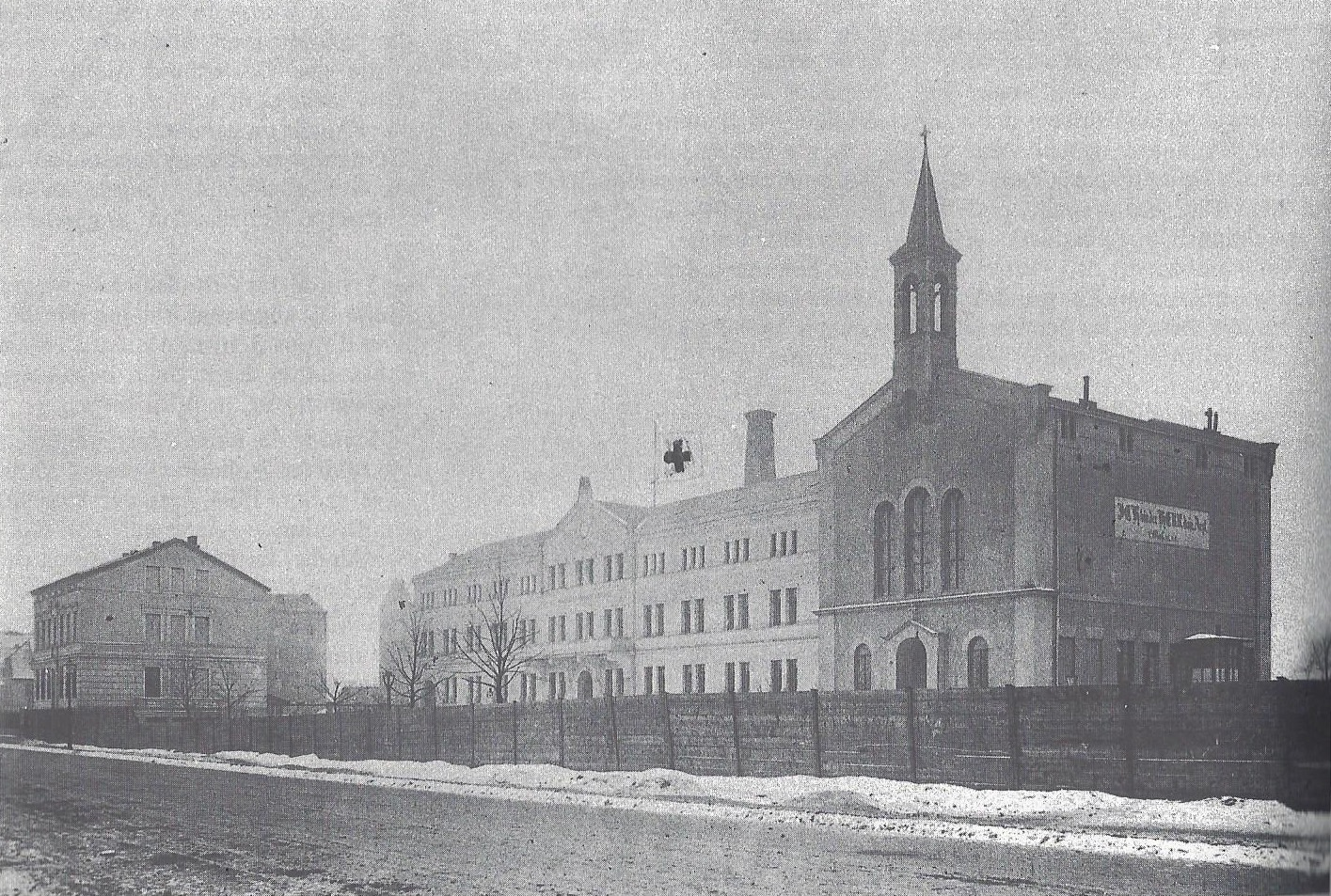
Bernauer Straße mit Lazarus-Krankenhaus, 1870

Die Straße nördlich der Friedhöfe entwarf Stadtplaner James Hobrecht 1862 in seinem Plan zum Ausbau von Berlin in Teilen zunächst als Straße 50 und Straße 80 der Abtheilung IX, sie führte anfangs von der Bergstraße über die Acker- und Brunnenstraße bis zum Verlorenen Weg (Schwedter Straße). Der Straßenteil nordöstlich der Brunnenstraße war dank der größeren Gehwege einige Meter breiter. Am 29. Mai 1862 wurde die Straße nach der Stadt Bernau benannt. Zu dieser Zeit waren in der Bernauerstraße, so die damalige Schreibweise, gut siebzig Personen in neunzehn Häusern registriert. Ab 1866 wurde die Straße gepflastert.

#### Lazarus-Krankenhaus
Die Industrialisierung in der Gründerzeit führte auch in der Bernauer Straße zu viel Bautätigkeit und schnellem Bevölkerungswachstum. Gegenüber dem Sophienfriedhof, nördlich an der Bernauer Straße, gründete Wilhelm Boegehold 1865 die Lazarus-Kapelle – ein kleiner Krankensaal im selben Gebäude folgte ein Jahr später. Bereits 1867–1870 wurde das Lazarusstift mit Unterstützung des Industriellen Louis Schwartzkopff um einen großen klassizistischen Krankenhausanbau erweitert, der 1914 aufgestockt wurde. 1871 wurde am Lazarus-Krankenhaus einer der ersten Berliner Kindergärten gegründet. Das Ensemble aus acht Gebäuden ist heute das einzige aus dem 19. Jahrhundert erhaltene Bauwerk an der Bernauer Straße.

#### Mietshäuser undMeyers Hof
Entlang der Bernauer Straße wurden eine Reihe gründerzeitlicher Wohnhäuser errichtet. Direkt hinter dem Lazarus-Krankenhaus entstand ab den 1870er Jahren eine der bekanntesten Berliner Mietskasernen, der sogenannte Meyers Hof, ein hochverdichteter Wohn- und Arbeitskomplex mit 257 Wohnungen und 13 Gewerbebetrieben mit Eingang an der Ackerstraße. Bis zu zweitausend Menschen lebten in dem fünfgeschossigen Bau mit sechs Hinterhöfen. Meyers Hof gilt als extremes Beispiel für die damals mitunter sehr engen und einfachen Lebensumstände des Proletariats rund um die Bernauer Straße und in ganz Berlin.

#### Gemeindeschulen
1872 eröffneten zwischen Strelitzer- und Brunnenstraße zur gleichen Zeit die 35. Gemeindeschule für Knaben an der Bernauer Straße 89/90 und die dahinter gelegene 61. Gemeindeschule für Mädchen an der Stralsunder Straße. Sie boten Platz für insgesamt 30 Klassen. 1887 kam auf dem Hofgelände die katholische 148. Gemeindeschule mit 20 Räumen für 13 Klassen hinzu. Anstelle der im Zweiten Weltkrieg zerstörten Schulgebäude steht heute die Ernst-Reuter-Schule. Am östlichen Ende der Bernauer Straße ging 1877 der Güterbahnhof der Berliner Nordbahn in Betrieb.

#### Versöhnungskirche
Mit der wachsenden Bevölkerung wuchs auch die Elisabeth-Gemeinde und musste sich schließlich aufteilen: Auf dem nördlichen Friedhofsgelände von St. Elisabeth wurde 1894 die in neugotischem Stil errichtete Versöhnungskirche in Anwesenheit der Stifterin Kaiserin Auguste Viktoria eingeweiht. Der Architekt war Gotthilf Ludwig Möckel. Das große Kirchenschiff bot Platz für eintausend Menschen, die Gemeinde wuchs in den kommenden Jahrzehnten auf mehr als zwanzigtausend Mitglieder.

#### Versöhnungs-Privat-Straße
Gegenüber der Versöhnungskirche an den Hinterhöfen der Bernauer Straße 94–100 entstand 1904 mit der Versöhnungs-Privat-Straße eine Art Gegenstück zu Meyers Hof. Der Vaterländische Bauverein baute dort die Deutschen Höfe, die als herausragendes Beispiel genossenschaftlichen Reformwohnungsbaus gelten. Die sechs umbauten Höfe zwischen Hussitenstraße und Strelitzer Straße erinnerten mit wechselnden Baustilen an die Geschichte Berlins vom Mittelalter bis zur wilhelminischen Zeit. Die Gebäude wurden im Zweiten Weltkrieg und der anschließenden Sanierung zum Großteil zerstört.

### Erste Hälfte 20. Jahrhundert

#### 1904: Verlängerung bis zu Gartenstraße
Am 4. Juli 1904 wurde die Bernauer Straße südwestlich in Richtung Stettiner Bahnhof verlängert. Am bisherigen Straßenende an der Bergstraße wurde die Bebauung auf etwa fünfzig Metern Länge durchbrochen und die Bernauer Straße bis zur Gartenstraße weitergeführt. Die Straßenverlauf lag damals etwas weiter südlich und endete direkt gegenüber dem Eingang des S-Bahnhofs.

#### 1920: Bezirksgrenze in Groß-Berlin
Mit der Bildung von Groß-Berlin 1920 wurde die Bernauer Straße zu einer Grenze zweier neugeschaffener Bezirke. Die Grundstücke der Südseite mit den Hausnummern 1–50 lagen nun im Bezirk Mitte, die der Nordseite mit den Nummern 51–121 im Bezirk Wedding, wobei das Straßenland ganz zu Wedding gehörte.

#### Nach 1945: Kriegsschäden und erster Wiederaufbau
Im Zweiten Weltkrieg wurden zahlreiche Gebäude entlang der Bernauer Straße beschädigt oder zerstört, besonders viele in Höhe der Wolgaster und Ruppiner Straße. Ab 1945 lag die Straße an der Sektorengrenze zwischen dem sowjetischen und dem französischen Sektor, die direkt entlang der Häuserfront auf der Südseite verlief. Mit der Teilung Deutschlands 1949 standen diese Häuser unmittelbar an der deutsch-deutschen Staatsgrenze.
Der erste große Wiederaufbau auf West-Berliner Seite begann 1953 nördlich des Lazarus-Krankenhauses und des zerstörten Meyers Hof. Dort baute die Stadt bis 1955 die Ernst-Reuter-Siedlung nach einem Entwurf von Felix Hinssen und Peter Matischiok. Hinter der Bernauer Straße 89 entstanden 1955 die Ernst-Reuter-Schule sowie in den besonders stark beschädigten Straßenblöcken zwischen Wolgaster, Ruppiner und Swinemünder Straße mehrere große neue Mietshäuser.

### Die Mauerzeit: 1961–1989

#### 1961: Mauerbau und dramatische Fluchten
Mit dem Bau der Berliner Mauer ab dem 13. August 1961 errichteten die DDR-Grenztruppen an der Schwedter Straße und an den südlichen Straßenabzweigen zunächst Barrieren aus Stacheldraht und ersetzten diese einige Tage später durch erste Steinmauern. Die Haustüren der Gebäude auf der Straßen-Südseite wurden versperrt, die Bewohner mussten ihre Wohnungen über die Hinterhöfe verlassen. Es kam zu zahlreichen, spektakuläreren Fluchten, bei denen die Menschen aus ihren Fenstern auf die Bernauer Straße sprangen oder sich abseilten. Vier Menschen verunglückten dabei tödlich: Rudolf Urban, Ida Siekmann, Olga Segler und Bernd Lünser.
Am 15. August 1961 floh der DDR-Bereitschaftspolizist Conrad Schumann von der Ruppiner Straße über den Stacheldraht auf die Bernauer Straße. Das dabei entstandene Foto Sprung in die Freiheit zählt als Medienikone zu den weltweit bekanntesten Bildern des Kalten Krieges. Im Verlauf der ersten zwei Monate wurden 113 Fluchten dokumentiert, insgesamt sollen von 1961 bis 1989 an der Bernauer Straße etwa fünfhundert Menschen geflohen sein.

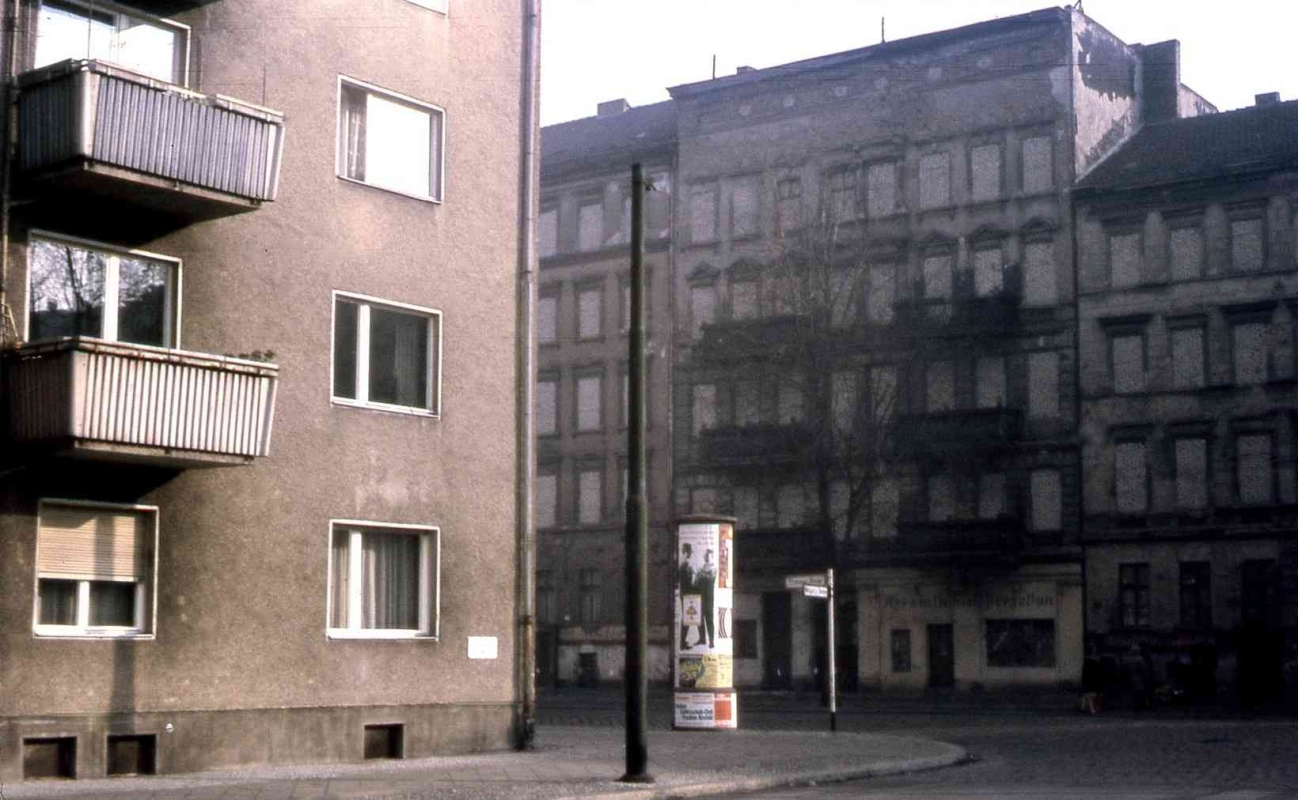
Zugemauerte Häuser an der Ecke Wolgaster Straße, 1964

Wenige Wochen nach dem Mauerbau wurden die letzten Grenzhäuser im Herbst 1961 zwangsgeräumt und die Türen und Fenster zur Bernauer Straße von Innen zugemauert. Am 4. September 1962 versuchte der Zimmermann Ernst Mundt über die Bergstraße in den Westen zu fliehen. Auf der Friedhofsmauer des Sophienfriedhofs Ecke Bernauer Straße wurde Mundt von einem DDR-Transportpolizisten erschossen.
Zur Dokumentation der Geschehnisse eröffnete der Menschenrechtsaktivist Rainer Hildebrandt am 19. Oktober 1962 in einer West-Berliner Wohnung im Haus Bernauer Ecke Wolliner Straße die Ausstellung Es geschah an der Mauer, eine Vorläuferin des heutigen Mauermuseums.

#### Fluchttunnel unter der Bernauer Straße 1962–1971
Von Hauskellern auf der West-Berliner Seite der Bernauer Straße wurden Fluchttunnel in den lehmigen Boden getrieben. Der Tunnel 29, gegraben im September 1962, führte von der Bernauer Straße 78/79 zur Schönholzer Straße 7 auf Ost-Berliner Gebiet. Von der Großmutter bis zum Kleinkind krochen damals – von den Grenzwachen unbemerkt – 29 Personen in den Westteil der Stadt. Dramatischer ging es 1964 bei einer weiteren Tunnelunternehmung zu, dem Tunnel 57, dessen Endpunkt die Strelitzer Straße 55 im Osten war. In zwei Nächten ermöglichte er 57 Menschen die Flucht. Dabei kam es zu einem Schusswechsel, bei dem der Grenzsoldat Egon Schultz versehentlich von einem Kameraden tödlich getroffen wurde.
Von 1962 bis 1971 gab es unter der Bernauer Straße mindestens zehn Fluchttunnel, doch nur drei konnten erfolgreich genutzt werden. Viele Tunnelprojekte scheiterten an den schwierigen Baubedingungen, durch Verrat sowie an Gegenmaßnahmen des Ministeriums für Staatssicherheit. Mehrere Tunnelverläufe sind heute an der Geländeoberfläche markiert.

#### Ab 1965: Flächenabriss für Mauerstreifen und Sanierungsgebiet
Um für die Grenztruppen ein freies Sicht- und Schussfeld herzustellen, ließ die DDR die Wohnhäuser auf der Südseite 1965–1966 abreißen, nur die Straßenfassaden der Erdgeschosse blieben stehen. Diese Ruinenreste prägten für die folgenden vierzehn Jahre das Straßenbild der Bernauer Straße. Sie verdeckten eine wenige Meter dahinter errichtete und mit Stacheldraht bewehrte Betonmauer und das dahinter liegende Freifeld, den Mauerstreifen. Zwischen Garten- und Brunnenstraße ist die breite, häuserlose Schneise bis heute erhalten.
Auf der Weddinger Seite der Bernauer Straße entstand Mitte der 1960er Jahre mit dem Sanierungsgebiet Wedding Brunnenstraße Europas größtes Stadterneuerungsgebiet. Im Rahmen des Neubauprogramms der West-Berliner Senats wurden riesige Flächen abgerissen, allein an der Nordseite der Bernauer Straße mussten 28 meist gründerzeitliche Wohnhäuser weichen. Zwischen 1970 und 1978 baute der Vaterländische Bauverein mehrere große Wohnsiedlungen zwischen Acker- und Strelitzer Straße. 1977 wurde an der Bernauer Straße 67/68 eine von Josef Paul Kleihues entworfene Wohnanlage fertiggestellt.

#### 1980: Bau derGrenzmauer 75
Auf der gegenüberliegenden Straßenseite bauten DDR-Grenztruppen die Befestigungen weiter aus und ersetzten die Mauer aus Ruinenresten im Sommer 1980 auf ganzer Länge durch eine massive, 3,6 m hohe Betonplattenkonstruktion mit runder Mauerkrone, der sogenannten Grenzmauer 75. Diese verlief nicht mehr unmittelbar entlang des Gehwegs und der ehemaligen Häuserflucht, sondern einige Meter zurückgesetzt auf DDR-Staatsgebiet.
In dem ausgebauten Grenzstreifen stand als letztes erhaltenes Gebäude die Versöhnungskirche, die am 22. und 28. Januar 1985 gesprengt wurde. Zerstört wurden auch Teile der an die Bernauer Straße grenzenden Friedhöfe der St. Elisabeth-Gemeinde und der Sophiengemeinde (Friedhof II). Zahlreiche Gräber wurden beseitigt, darunter auch das Grab des Berliner Stadtverordneten und Verlagsgründers Julius Springer.

### Nach dem Mauerfall – Neue Bebauung und dieGedenkstätte Berliner Mauer

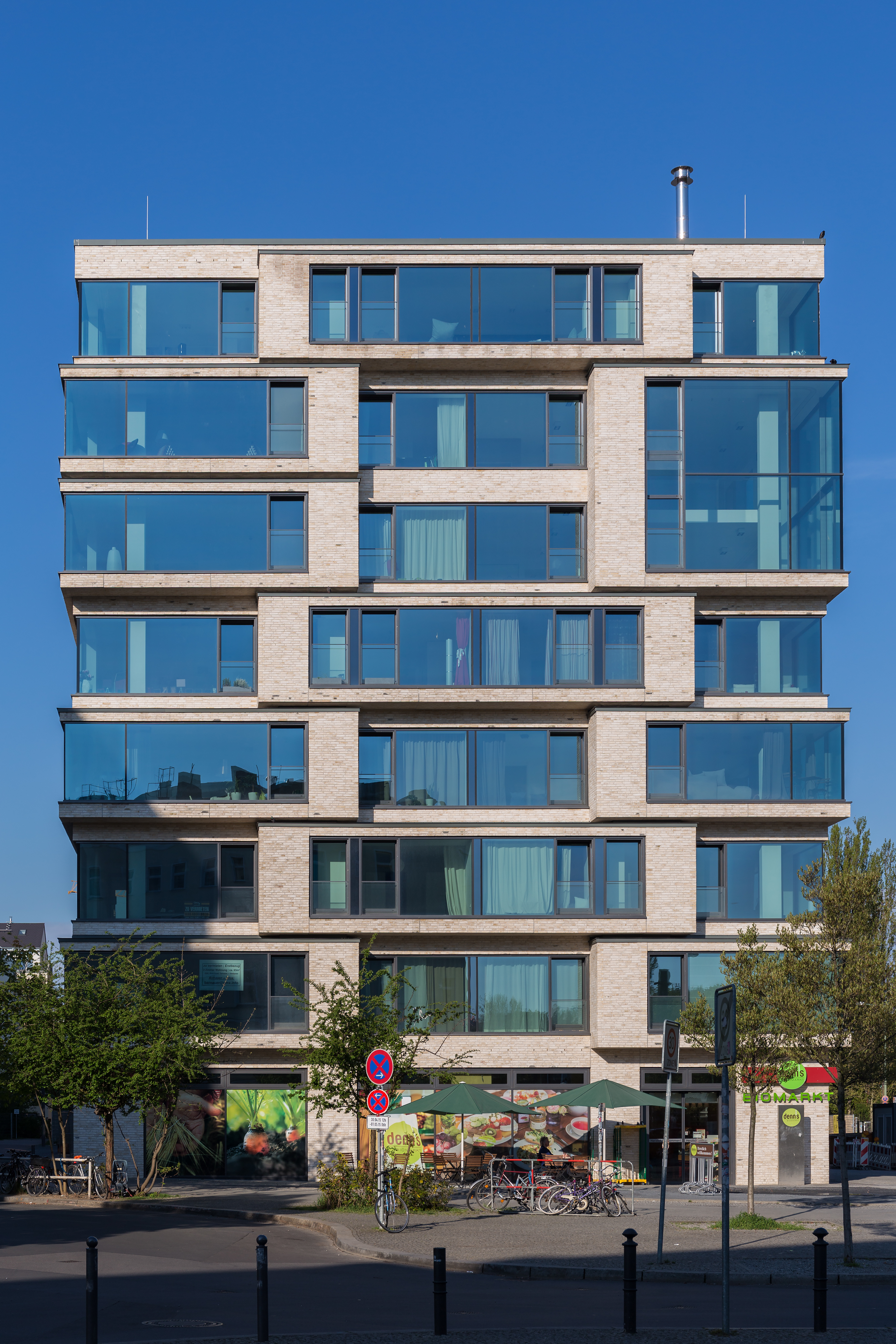
Eckhaus Nr. 50, erbaut 2013

Das Lazarus-Krankenhaus wurde 1990 an der Ecke Gartenstraße um einen Anbau der Architekten Gerkan, Marg und Partner erweitert. Ab 2009 wurden auf dem ehemaligen Mauerstreifen zwischen Schwedter- und Brunnenstraße mehrere neue Häuserblocks errichtet. Dabei wurde die Baulinie um drei Meter von der Straße weg nach Süden versetzt: Die neuen Häuserfassaden verlaufen nicht entlang der alten Häuserfront, sondern entlang der ehemaligen Grenzmauer 75. Zwischen Brunnen- und Gartenstraße wurde lediglich ein einziges Wohnhaus gebaut; Es steht bereits seit 1999 als Solitär an der Ecke Strelitzer Straße.
Auf voller Länge der ehemaligen Grenzbefestigungsanlagen an der Bernauer Straße entstand von 1998 bis 2014 die Gedenkstätte Berliner Mauer. Sie ist der zentrale Erinnerungsort an die Teilung Berlins. An der Ecke zur Ackerstraße steht das 1998 eingeweihte, in große Stahlwände eingefasste Denkmal zur Erinnerung an die geteilte Stadt und die Opfer kommunistischer Gewaltherrschaft, entworfen von Sven und Claudia Kohlhoff. Gegenüber eröffnete 1999 das Dokumentationszentrum im Gemeindehaus der Versöhnungskirche. Die Gedenkstätte umfasst ferner die im Jahr 2000 an Stelle der gesprengten Versöhnungskirche errichtete Kapelle der Versöhnung, eine ab 2007 angelegte, weitläufige Open-Air-Ausstellung sowie ein Besucherzentrum und eine Ausstellungsfläche am Nordbahnhof.

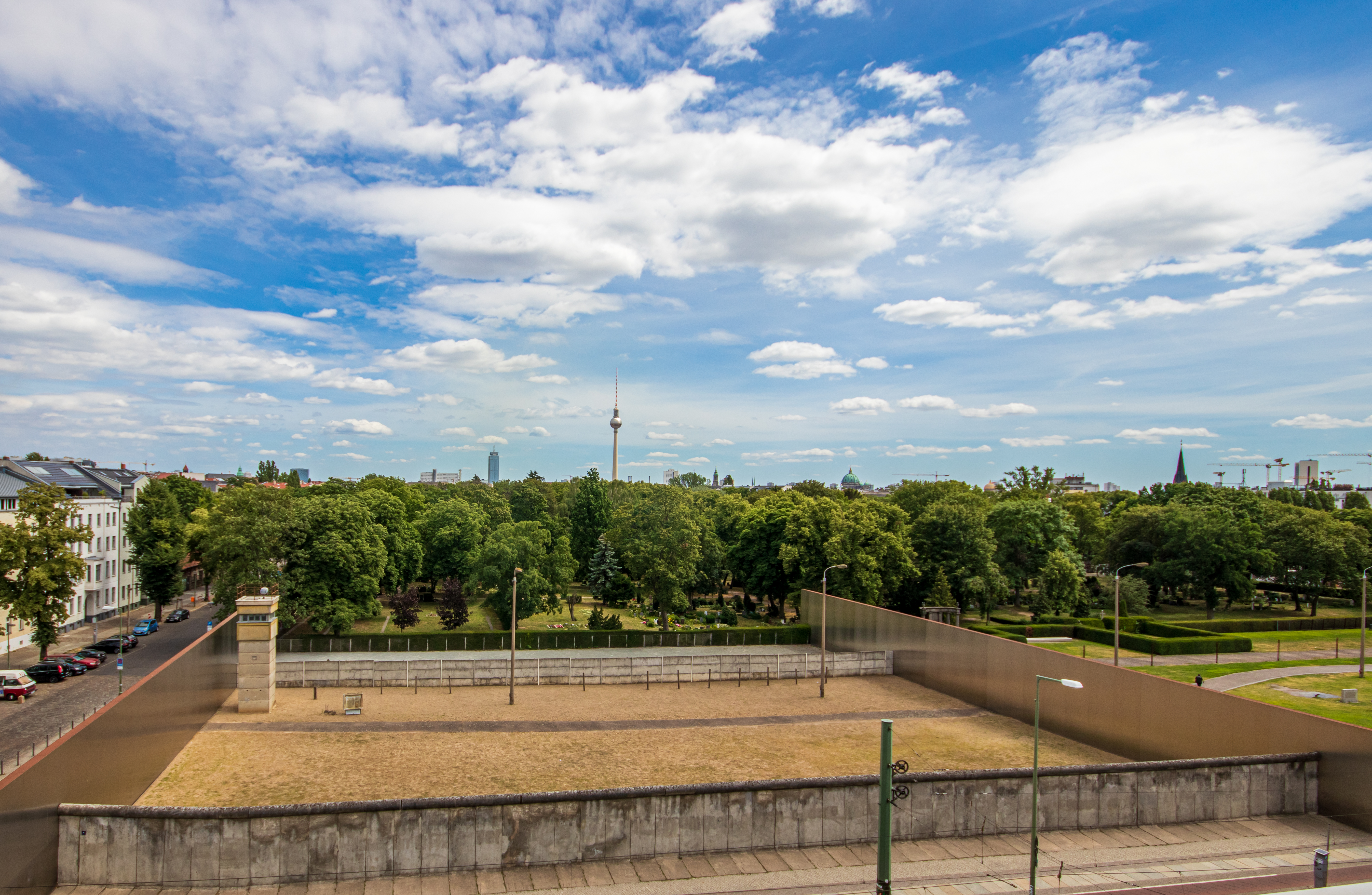
Gedenkstätte Berliner Mauer, 2019

Das Konzept der Gedenkstätte beinhaltet eine Freihaltung des Mauerstreifens zwischen der Garten- und der Brunnenstraße und darüber hinaus eine Freihaltung des ehemaligen Postenweges bis zur Schwedter Straße. Entlang der gesamten Bernauer Straße sind zahlreiche Erinnerungs- und Gedenkelemente installiert. Der Verlauf der ehemaligen Grenzmauer ist mit hunderten Stäben aus Cortenstahl markiert. Auch, wenn zwischen Brunnen- und Schwedter Straße wieder eine straßenseitige Bebauung entstanden ist, kann die häuserlose, breite Schneise im südwestlichen Teil der Bernauer Straße einen Eindruck von der Größe der ehemaligen Grenzanlagen geben.
An zehn namentlich bekannte Personen, die auf ihrer Flucht an der Grenze zum damaligen Bezirk Wedding ums Leben kamen, erinnert ein 1982 aufgestellter Gedenkstein an der Einmündung der Swinemünder Straße.

## Persönlichkeiten
- Ina Seidel (1885–1974), Schriftstellerin, lebte 1907–1914 mit ihrem Ehemann Heinrich Wolfgang Seidel im Larzarusstift
- Herbert Hildebrandt (1935–2019), Domkantor, und Jörg Hildebrandt (* 1939), Publizist, lebten 1950–1961 auf dem Pfarrgrundstück der Versöhnungskirche, Bernauer Straße 4[46]
- Regine Hildebrandt (1941–2001), Politikerin, geboren in der Bernauer Straße 14, lebte bis 1961 im Erdgeschoss der Bernauer Straße 2[47]
- Manfred Fischer (1948–2013), Pfarrer der Versöhnungsgemeinde 1977–2013, Bewahrer der Überreste der Berliner Mauer

### Belletristik
- Franz Kain: Romeo und Julia an der Bernauer Straße. Erzählung. Aufbau Verlag, Berlin 1955. Neuauflage: Verlag Bibliothek der Provinz, Weitra 2001, ISBN 978-3-85252-419-1. 100 Seiten.
- Marlis Krause: Leben in Grenzen: Geschichten aus der Bernauer Straße. Nora Verlag, Berlin 2018, ISBN 978-3-86557-439-8. 108 Seiten.
- Maja Nielsen: Der Tunnelbauer. Gerstenberg Verlag, Hildesheim 2024, ISBN 978-3-8369-6230-8. 192 S.
- Magdalena Parys: Tunnel. Aus dem Polnischen von Paulina Schulz. Prospero-Verlag, Münster 2014, ISBN 978-3-941688-60-5. 339 Seiten.
- Ellen Sesta: Der Tunnel in die Freiheit. Berlin, Bernauer Straße. Ullstein, Berlin 2001, ISBN 3-89834-033-3. 251 S.

### Filmische Dokumentation
- Die Aussicht. Dokumentarfilm von Kurt Krigar, Deutschland, 1966, 10 min
- Bernauer Straße 1–50 oder Als uns die Haustür zugenagelt wurde. Dokumentarfilm von Hans-Dieter Grabe, Deutschland, 1981, 72 min
- Die Bernauer Straße. Film von Daniel und Jürgen Ast und Hans-Hermann Hertle, ARD, Belgien, 2021, 45 min, Online in der ardmediathek.de (verfügbar bis 15. August 2024) [veraltet]
- Sammlung von Beiträgen über die Bernauer Straße aus den 1960er Jahren in der ardmediathek.de Berliner Abendschau.

### Bildende Kunst
- Johannes Heisig (* 1953)
  - Bernauer Straße I. 2008, Öl auf Leinwand, 80 cm × 120 cm
  - Bernauer Straße III. 2008, Öl auf Leinwand, 80 cm × 135 cm
  - In der Bernauer. 2009, Öl auf Leinwand, 50 cm × 80 cm
- Konrad Knebel (1932–2025)
  - Straße mit Mauer. 1977, Öl-Tempera auf Leinwand, 60 cm × 75 cm (Stadtmuseum Berlin)[48]
- Will McBride (1931–2015)
  - Bernauer Straße Berlin 1961. (Abzug 1992), Silbergelatine-Abzug, Barytpapier, 70 cm × 85 cm (Städel Museum)
- Hans-Otto Schmidt (1945–2025)
  - An der Bernauer Straße. 1991, Öl auf Leinwand, 60 cm × 50 cm
- Ludwig Windstosser (1921–1983)
  - An der Mauer Bernauer Straße. ca. 1970, Fotografie, 29,5 cm × 23,5 cm (Kunstbibliothek – Staatliche Museen zu Berlin)